# Mentor Ice Breakers
I Mentor Ice Breakers sono stai una squadra statunitense di hockey su ghiaccio con sede a Mentor, nata nel 2018. Per tutta la sua breve esistenza (due stagioni) ha disputato la Federal Hockey League.

## Storia
La nascita della squadra è stata annunciata il 23 luglio 2018: assieme agli Elmira Enforcers andava a sopperire alla scomparsa di due squadre della Federal Hockey League, riportando così il numero di partecipanti a sei.
Nella prima stagione fallì la qualificazione ai play-off, chiudendo la regular season al quinto posto. 
Nella stagione successiva, con la lega rinominata Federal Prospects Hockey League, la pandemia di COVID-19 costrinse la lega alla cancellazione della stagione.
Gli Ice Breakers si iscrissero anche alla Federal Prospects Hockey League 2020-2021, ma il continuo rinvio dell'inizio della stessa e le incertezze legate alla pandemia, spinsero la proprietà ad annunciare lo scioglimento della squadra.

## Stadio
Gli Ice Breakers giocavano i propri incontri casalinghi nella Mentor Civic Arena di Mentor.